# Caprice de la reine
Caprice de la reine est un recueil de nouvelles de Jean Echenoz paru le 3 avril 2014 aux éditions de Minuit.

## Écriture du roman
Caprice de la reine est un recueil de nouvelles principalement publiées dans différentes revues durant la période 2002-2013 ainsi que d'une nouvelle originale (la dernière).

## Résumé
Le recueil se compose de sept nouvelles distinctes :
- Nelson. Dans la lignée des « vies imaginaires » que l'auteur a réalisées – avec Ravel consacré à Maurice Ravel, Courir à Emil Zátopek et Des éclairs à Nikola Tesla – cette nouvelle s'attache a dresser un portrait physique, psychologique et distancié de l'amiral Nelson amoureux des arbres et éloigné des honneurs.
- Caprice de la reine décrit dans un travelling cinématographique à 360 degrés un paysage de la Mayenne, à Argentré, en s'attachant minutieusement aux différents détails visibles depuis l'une des petites éminences de la région pour finir sur le trafic, aux pieds de la caméra virtuelle, d'une colonne de fourmis affairées.
- À Babylone. Dans la ville mésopotamienne déjà éloignée de sa splendeur sumérienne, le narrateur déambule au bras d'Hérodote pour tout à la fois confronter et se distancier avec humour du récit fait de Babylone par le premier des historiens.
- Vingt femmes dans le jardin du Luxembourg et dans le sens des aiguilles d'une montre, dresse la recension exhaustive à la manière d'une fiche d'identité policière des vingt statues des « Reines de France et Femmes illustres » du jardin du Luxembourg.
- Génie civil expose le parcours et le portrait d'un ingénieur en génie mécanique, Gluck, qui, à la retraite et veuf depuis 1974, décide d'écrire un Abrégé d'histoire générale des ponts en faisant depuis plus de vingt ans la tournée continent par continent de tous les ponts majeurs du monde. Alors qu'il visite le Sunshine Skyway Bridge en Floride et doit rencontrer une correspondante locale de longue date, un incident impensable survient.
- Nitrox. Telle une agente secrète sortie d'un 007, Céleste Oppenheim joue les Ursula Andress et passe d'un sous-marin à une base elle aussi immergée dans une combinaison de plongée en néoprène avant de finir dans les bras du « patron » de la dite base qui décidément se permet tout.
- Trois sandwiches au Bourget. Le narrateur décide un samedi matin de grisaille d'aller manger un casse-croûte au Bourget pour explorer une banlieue qu'il ne connaît pas. Après un premier voyage par le RER B, il décide d'y retourner pour évaluer les mérites comparés des différents (saucisson)-sec-beurre qu'offrent les bars de la ville, pour brosser le portrait « social et politique »[2],[3], au travers de la grande et de la petite histoire, d'une agglomération périurbaine ayant dû faire face aux différentes mutations depuis la Guerre franco-allemande de 1870, le développement de l'aviation puis des petites industries au XXe siècle avant d'affronter un déclassement relatif dans le contexte difficile de la Seine-Saint-Denis.

## Réception critique
Le recueil de Jean Echenoz est d'une manière générale bien reçu par la critique littéraire – y compris outre-atlantique lors de sa traduction en anglais – qui considère qu'avec celui-ci l'écrivain « orfèvre des mots » fait montre de sa « technique savante » de « miniaturiste,,, » pour constituer ce que l'écrivain Patrick Grainville qualifie de « cabinet de curiosité [...] bref et appétissant » ou la revue Études de « délicieuses pièces marginales ».
La nouvelle Trois sandwiches au Bourget est un hommage au livre Les Passagers du Roissy-Express (1990) de François Maspero.

## Éditions
- Les Éditions de Minuit, 2014  (ISBN 9782707323705).
- Livre audio lu par Dominique Pinon, coll. « Écoutez Lire », éditions Gallimard, 2014  (ISBN 9782070146925) – Grand prix 2015 du livre audio « catégorie contemporain »[10].
- (en) The Queen's Caprice, trad. Linda Coverdale, The New Press, 2015  (ISBN 978-1-62097-065-2)
- (es) Capricho de la reina, trad. Damián Tabarovsky, Mardulce editora, Buenos Aires, 2015  (ISBN 9789873731099)[11]